# O-1 (航空機)
O-1/L-19 バードドッグ
O-1A
アメリカ陸軍機（シリアルナンバー：51-12711）
- 用途：観測機、連絡機
- 製造者：セスナ
- 運用者：アメリカ空軍/陸軍/海兵隊
南ベトナム空軍
タイ王国空軍
陸上自衛隊
- 初飛行：1949年12月
- 生産数：3,431機
- 生産開始：1950年
- 運用開始：1950年
- 退役：1974年
- 運用状況：退役

O-1は、アメリカ合衆国のセスナ社製の軽飛行機「セスナ170」の軍用型。連絡機および観測機として使用された。愛称はバードドッグ（Bird Dog：鳥撃ち猟の猟犬の意）。1962年の軍用機呼称の三軍統一以前は、陸軍機はL-19、海兵隊機はOEと呼ばれた。

## 設計と開発
アメリカ陸軍は、砲兵の弾着観測および連絡用として、新しい全金属製の航空機を要求した。全金属製としたのは、第二次世界大戦中に使用していたスチンソンやパイパー製の羽布貼りの飛行機は耐久性に乏しかったためである。
アメリカ陸軍が示した複座単発の連絡・観測機の仕様にセスナ社が応えたのが、セスナ170の発展型である「セスナ・モデル305A」であった。セスナ305Aは、セスナ170と同じく支柱付きの高翼を備えた尾輪付きの軽量な単発機で、セスナ170とは、後方視界を改善するために後部胴体の改設計を行ったことと、翼と胴体の接合部に透明パネルを嵌めこんだことが相違点だった。また、ドアもストレッチャーを載せることを考慮して拡大されていた。
アメリカ陸軍は、セスナ305AをL-19A バードドッグと命名し、418機を発注した。セスナ305の試作機（民間登録番号：N41694）は、1949年12月14日に初飛行した。
L-19Aの配備は1950年12月から始まったが、直ちに朝鮮戦争での実戦に投入されることとなった。1953年には計器練習機型も開発された。後期型は定速プロペラを装備し、最終型であるL-19Eでは重量が増加した。セスナは本機を3,431機生産したほか、日本の富士重工業（現・SUBARU）もL-19Eを22機ライセンス生産した。
L-19およびOEは、1962年のアメリカ三軍の航空機名称統一によってO-1と改称した。

## 戦歴
アメリカ軍は、1950年-1959年の間に3,200機のL-19を発注した。L-19は、弾着観測や前線との連絡、救急輸送、操縦訓練など、さまざまな任務に使用された。1962年にアメリカ三軍の航空機呼称の統一が行われ、L-19はO-1と改名し、ほぼ同じ頃にベトナム戦争に投入された。1960年代前半、O-1は南ベトナム空軍およびアメリカ陸軍によって運用された。
1964年、アメリカ国防総省は、陸軍の航空戦力の回転翼機（ヘリコプター）への移行と、固定翼機であるO-1の空軍への移管を指示した。この指示は、ヘリコプターの配備が進むまではO-1の使用の継続を認めていたため、それを理由に陸軍も南ベトナム軍も使用し続けたが、1964年以降のベトナム戦争での主な使用者はアメリカ空軍である。
ベトナム戦争においてO-1は、偵察と前線航空管制（FAC）のために使われた。同戦場においては基本的にパイロットの個人装備以外には識別用のロケット弾しか武装が許されず、元より航続時間とエンジン出力に余裕がない上に防弾装備が一切なかったことも相まって損害は大きく、空軍では178機、海兵隊では7機、陸軍と南ベトナムと秘密部隊では284機、合計469機が失われた。そのうち3機は対空ミサイルによる撃墜だった。O-1は、1960年代の中期以降、徐々にベトナム戦争に投入されたOV-10 ブロンコやO-2 スカイマスターと交替することとなった。最後のアメリカ軍のO-1は、1974年に公式に引退した。

## 各型解説
L-19A（セスナ305A）
アメリカ陸軍用の初期生産型。1962年にO-1Aと改称。2,486機生産。シリアルナンバー：50-1327~1744、51-4534~5109、51-7286~7481、51-11912~12911、51-16428~16462（OE-1）、51-16864~16973、53-508~532（OE-1）、53-2873~2878、53-7698~7717、53-7968~8067。
TL-19A
L-19Aに副操縦装置を装備した練習機型。1962年にTO-1Aと改称。
XL-19B
L-19Aに210shpのXT-50-B01 ターボプロップエンジンを装備した試作機。1機のみ製造。シリアルナンバー：52-1804。
XL-19C
L-19Aに210shpのXT-51-T1 ターボプロップエンジンを装備した試作機。2機のみ製造。シリアルナンバー：52-6311~6312。
TL-19D（セスナ305B）
L-19Aの計器練習機型。副操縦装置装備。1962年にTO-1Dと改称。310機生産。シリアルナンバー：55-4649~4748、57-2772~2981。
L-19E（セスナ305C）
L-19Aの発展型。装備を更新し、重量も増加した。1962年にO-1Eと改称。469機生産。シリアルナンバー：56-2467~2696、56-4034~4038、56-4161~4235（56-4173~4174（OE-1））、57-1606~1609、57-5983~6028、57-6268~6277、59-5928~5929、61-2955~3024、62-12280~12288、63-12741~12758。
OE-1
60機のL-19Aと2機のO-1Eをアメリカ海兵隊に移管したもの。1962年にO-1Bと改称。シリアルナンバー：133780~133814、136887~136911、144663~144664。
OE-2（セスナ321）
OE-1の改設計型。セスナ180の主翼を装備し、胴体も再設計した。O-470-2 エンジン（265hp）を装備。1962年にO-1Cと改称。27機生産。シリアルナンバー：140078~140102+2。
O-1A
L-19A参照。
TO-1A
TL-19A参照。
O-1B
OE-1参照。
O-1C
OE-2参照。
O-1D
TO-1Dのうち数機をアメリカ空軍がFAC任務用に改造したもの。
TO-1D
TL-19D参照。
O-1E
L-19E参照。
O-1F（セスナ305E）
O-1DのFAC任務用改造機。
O-1G（セスナ305D）
O-1AのFAC任務用改造機。

## 採用国
オーストラリア
 オーストリア
 ブラジル
 カンボジア
 カナダ
 チリ
 北朝鮮(鹵獲)
 フランス
 インドネシア
 イタリア
 日本
 ラオス
 マルタ
 ノルウェー
 パキスタン
 フィリピン
 韓国
 南ベトナム
 スペイン
 サウジアラビア
 台湾
 タイ
 アメリカ合衆国

### 陸上自衛隊のL-19
陸上自衛隊では、アメリカ陸軍から107機のL-19Aの貸与を受けて連絡機として使用していたが、1965年時点での連絡機の必要数を250機とする方針から、富士重工業（現・SUBARU）がセスナ社からライセンスを取得し、不足分を国産する計画となった。国産の対象はL-19Eと決定し、量産が開始されたが、その後、陸上自衛隊も主力航空機をヘリコプターとすることとなり、L-19Eのライセンス生産は22機で終了した。

## 性能諸元（O-1E）
- 乗員：2名
- 全長：7.6m
- 全幅：10.9m
- 全高：2.3m
- 主翼面積：20.7m2
- 自重：680kg
- 最大離陸重量：1,000kg

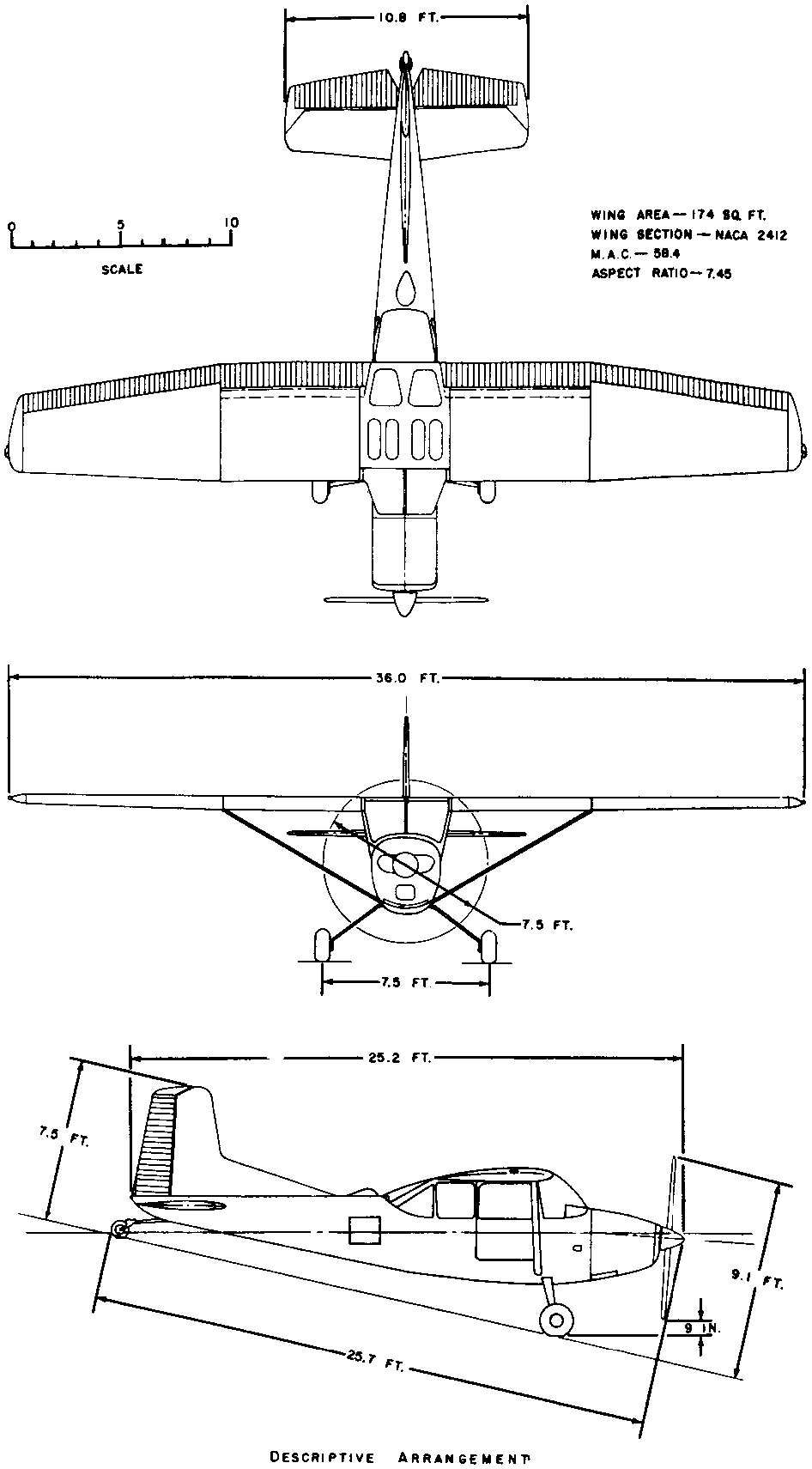
Cessna O-1C Bird Dog

- エンジン：コンチネンタルO-470-11水平6気筒（213hp）×1
- 最大速度：209km/h=M0.17
- 巡航速度：167km/h=M0.14
- 航続距離：1,296km
- 上昇限度：7,000m
- 上昇力：453m/min

## 登場作品
『大怪獣ガメラ』
陸上自衛隊のL-19が登場。夜間の北海道に上陸したガメラを上空から観測し、状況を逐一報告する。